# Liverpool Daily Post
Liverpool Daily Post är en morgontidning publicerad i Liverpool, Merseyside, England,  av  Storbritannien näst tidningsgrupp Trinity Mirror. Den publiceras måndag till fredag i olika utgåvor för Merseyside, Cheshire, och Norra Wales.
Tidningen startades som konkurrent till Liverpool Mercury, och gick 1904 samman med Mercury, 1999 blev företaget, uppköpt av det som skulle bli Trinity Mirror. Den 31 januari 2009 släppte Daily Post sin sista lördagsutgåva.